# Autobahnkreuz Wittlich
Das Autobahnkreuz Wittlich ist ein Autobahnkreuz in Rheinland-Pfalz, das sich 30 km nordöstlich von Trier befindet.

## Geographie
Das Autobahnkreuz liegt südlich der namensgebenden Stadt Wittlich, auf dem Gebiet der Gemeinde Altrich. Die umliegenden Städte und Gemeinden sind Wittlich, Salmtal und Dreis. Die nächstgelegenen größeren Städte sind Trier (im Südwesten) und Koblenz (im Nordosten).

## Besonderheiten
Die A 60 ist im weiteren Verlauf in Richtung Flughafen Hahn bzw. zur A 61 bei Rheinböllen unterbrochen, stattdessen führt die großteils vierstreifige Bundesstraße 50 nach Osten. Der erste Abschnitt bis Platten wurde 2014 eröffnet, 2019 der Abschnitt bis Longkamp. Die Moselquerung durch den Hochmoselübergang steht jedoch in der Kritik.

## Verkehrsaufkommen
| Von                     | Nach              | Durchschnittliche tägliche Verkehrsstärke | Durchschnittliche tägliche Verkehrsstärke | Durchschnittliche tägliche Verkehrsstärke | Anteil Schwerlastverkehr | Anteil Schwerlastverkehr | Anteil Schwerlastverkehr |
| Von                     | Nach              | 2005                                      | 2010                                      | 2015                                      | 2005                     | 2010                     | 2015                     |
| ----------------------- | ----------------- | ----------------------------------------- | ----------------------------------------- | ----------------------------------------- | ------------------------ | ------------------------ | ------------------------ |
| AS Wittlich-Mitte (A 1) | AK Wittlich       | 27.600                                    | 28.300                                    | 28.200                                    | 13,6 %                   | 12,8 %                   | 13,2 %                   |
| AK Wittlich             | AS Salmtal (A 1)  | 29.300                                    | 30.600                                    | 33.600                                    | 13,7 %                   | 13,8 %                   | 13,7 %                   |
| AS Wittlich-West (A 60) | AK Wittlich       | 09.500                                    | 10.600                                    | 12.600                                    | 14,0 %                   | 13,8 %                   | 13,0 %                   |
| AK Wittlich             | AS Platten (B 50) | Keine Daten                               | Keine Daten                               | 05.500                                    | Keine Daten              | Keine Daten              | 12,5 %                   |